# Les Insoumis (film, 2008)
Ne doit pas être confondu avec Insoumis (résistance).
Pour plus de détails, voir Fiche technique et Distribution.
Les Insoumis est un film français réalisé par Claude-Michel Rome et sorti en 2008.

## Synopsis
Le capitaine Vincent Drieu de la Brigade de Répression du Banditisme est muté dans le Sud-est de la France, à Saint-Merrieux (ville fictive), dans un commissariat isolé qui doit être démoli dans 3 mois. Il est accueilli par une équipe démotivée dirigée par la commissaire Vasseur, enceinte de 6 mois, qui souhaite que son arrivée ne dérange pas le laxisme ambiant. Mais Drieu n'est pas du genre à faire, comme la commissaire, ami-ami avec la pègre locale.

## Fiche technique
- Titre original : Les Insoumis
- Titre de tournage : La Main courante
- Réalisation : Claude-Michel Rome
- Scénario : Olivier Dazat
- Dialogues : Olivier Dazat, Claude-Michel Rome
- Décors : Bertrand Seitz
- Costumes : Jean-Daniel Vuillermoz
- Photographie : Jean-Marc Fabre
- Son : François de Morant, Frédéric Dubois, Thierry Lebon
- Montage : Stéphanie Mahet
- Musique : Frédéric Porte - interprétée par l'orchestre symphonique de Bulgarie (SIF309) dirigé par Deyan Pavlov
- Producteur : Philippe Rousselet
- Sociétés de production : Les Films de la Suane (France), M6 Films (France), Mandarin Films (France), SND (France), Canal+ (France), TPS Star (France)
- Société de distribution : SND (France)
- Pays d’origine :  France
- Langue : français
- Format : 35 mm — couleur — 2.35:1 CinemaScope — son Dolby SRD DTS
- Genre : policier, action
- Durée : 100 minutes
- Date de sortie :
  - France : 11 juin 2008
- (fr) Classification CNC : tous publics avec avertissement[1] (visa no 108076 délivré le 15 mai 2008)

## Distribution
- Richard Berry : Vincent Drieu
- Pascal Elbé : Jean-Ba
- Zabou Breitman : le commissaire Vasseur
- Aïssa Maïga : Kathia
- Bernard Blancan : Pierre Wazemme
- Éric Godon : Johan Pauwels
- Guilaine Londez : Mireille
- Moussa Maaskri : Manu
- Frédéric Saurel : Rémy Andréani
- Nadia Fossier : Léa Fercocq
- Gérald Laroche : Abel Vargas
- Jean-Louis Loca : Raphaël Farge
- Aure Atika : Marianne
- Andrée Damant
- Enoch Effah : boxeur

## Tournage

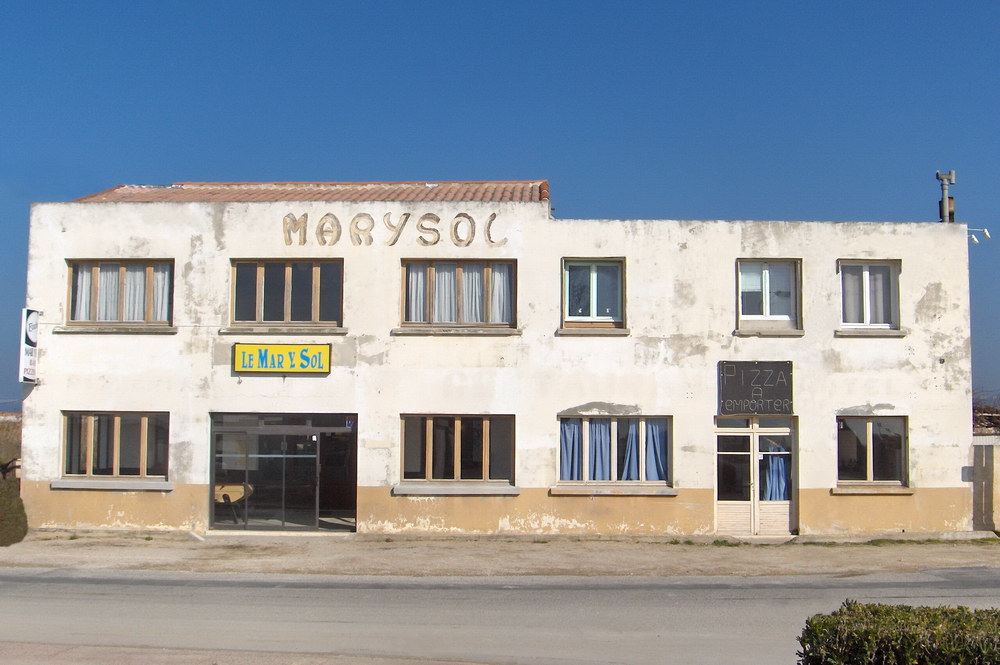
Hôtel « Le Mar y Sol »,
un site de tournage extérieur,
Route de la Plage à Marignane
(Bouches-du-Rhône)

- Période de prises de vue : printemps 2007
- Extérieurs dans les Bouches-du-Rhône : Châteauneuf-les-Martigues, Martigues (Canal de Caronte/Croix-Sainte, complexe pétrochimique de Lavéra/Ponteau[2]), Port-de-Bouc, Marignane. La façade de l'hôtel « Mar y Sol », où Vincent Drieu (Richard Berry) prend pension, évoque celle des saloons du XIXe siècle, typique des westerns américains[3].

## Thèmes et contexte
Défini comme un « western urbain » par son réalisateur Claude-Michel Rome, ce film doit son « ambiance poisseuse » et de « fin du monde de cette zone d'hyper industrialisation » au complexe pétrochimique de Lavéra en toile de fond. Le réalisateur ajoute « les tuyaux sont omniprésents, ça fume de partout » et l’apogée du film (scènes de fin) nous renvoie aux cheminées des raffineries de pétrole. Le comédien Pascal Elbé (Jean-Ba) déclare : « je ne suis pas près d'oublier l'impression ressentie en arrivant dans cette zone pétrochimique près de Martigues. Je ne pensais même pas qu'une telle zone industrielle puisse exister en France. En arrivant, on a l'impression d'être au milieu de nulle part, presque abandonné du monde. C'est une sensation très étrange, insolite, et on se demande si la civilisation existe toujours ailleurs. »

## Autour du film
Le thème du commissariat isolé, en voie d'être désaffecté, attaqué par une armée de gangsters et défendu par une poignée de policiers, rappelle le film américain Assaut (Assault on Precinct 13) de John Carpenter (1976) et son remake franco-américain Assaut sur le central 13 (Assault on Precinct 13) de Jean-François Richet (2005).
Moussa Maaskri a précédemment joué dans Requiem avec Jean-Louis Loca ainsi qu'avec Gérald Laroche dans MR 73. Il rejouera aussi avec Pascal Elbé dans Comme les cinq doigts de la main et Tête de turc.